# Пчолка (Красночетайський район)
Пчо́лка (рос. Пчёлка, чув. Пчелка) — присілок у Чувашії Російської Федерації, у складі Красночетайського сільського поселення Красночетайського району.
Населення — 15 осіб (2010; 50 в 2002, 115 в 1979, 81 в 1939, 85 в 1928).
Національний склад (2002):
- чуваші — 100 %

## Історія
Присілок утворився 9 квітня 1928 року як сільськогосподарська артіль «Бджілка» села Баймашкіно, з 1935 року мав статус виселка. Селяни займались землеробством, тваринництвом, бджільництвом (звідси і назва). 1930 року створено колгосп «Профінтерн». До 1962 року присілок входив до складу Красночетайського, у період 1962–1965 років — у складі Шумерлинського, після чого знову переданий до складу Красночетайського району.

## Господарство
У присілку діє магазин.